# جاده کهربا

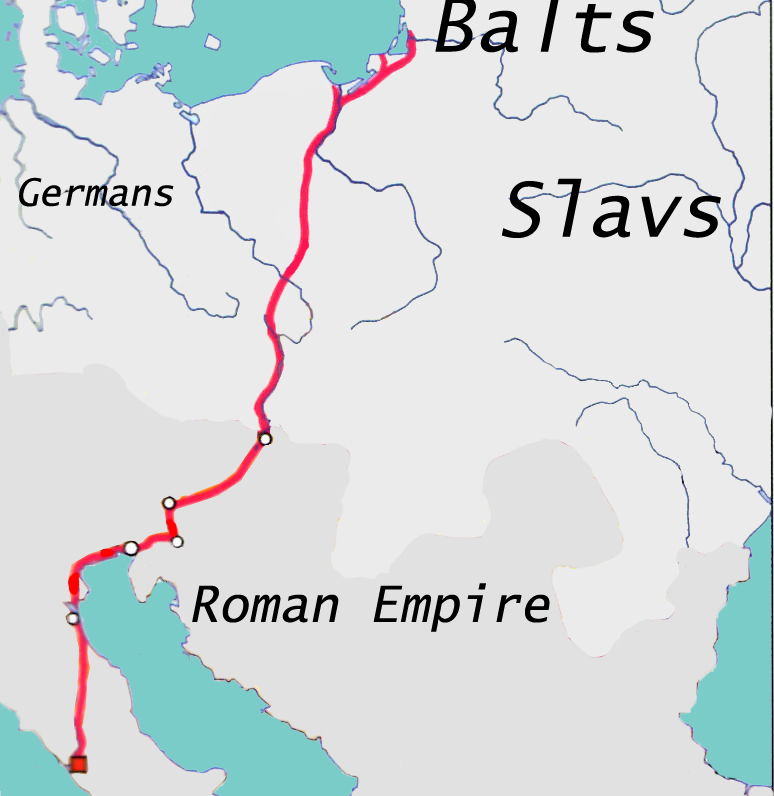
جادهٔ کهربا منتهی به دریای بالتیک

جادهٔ کهربا (به انگلیسی: Amber Road) جاده‌ای مربوط به قرن ۱۶ پیش از میلاد بود که از دریای شمال و بالتیک به جنوب اروپا و به دریای مدیترانه امتداد داشت، این جاده مخصوص حمل و تجارت کهربا بود و کهربای اروپا را به مصر و خاورمیانه و از طریق جاده ابریشم به آسیا انتقال می‌داد.

## تاریخچه
کهرباهای یافته شده در معبد فرعون مصر توت‌انخ‌آمون و همچنین در منطقه باستانی موکنای یونان و معبد آپولون و سوریه، نشان دهنده گسترش تجارت کهربا از این جاده باستانی است.